# آیلند ایرویز
آیلند ایرویز (به انگلیسی: Island Airways) یک شرکت هواپیمایی است که در تاریخ ۱۹۴۵ میلادی تأسیس شده است. دفتر مرکزی آیلند ایرویز در شارلووی، میشیگان، ایالات متحده آمریکا واقع شده‌است و قطب این شرکت هواپیمایی در فرودگاه شهری شارلووی قرار دارد و به ۲ مقصد، پرواز انجام می‌دهد.